# Elizabeth Poston
Elizabeth Poston   (Stevenage, 24 d'octubre de 1905 - Rooks Nest House, 18 de març de 1987) fou una compositora, pianista i escriptora anglesa.

## Primers anys de vida i carrera
Poston va néixer a la casa Highfield House de Pin Green, al lloc on actualment es troba el Hampson Park, a Stevenage. El 1914, es va traslladar amb la seva mare, Clementine Poston, a la propera casa Rooks Nest House, on Edward Morgan Forster havia viscut quan era petit. Poston i Forster posteriorment es van fer bons amics. Va estudiar a la Queen Margaret's School de York, i va estudiar música amb el pianista Harold Samuel abans d'assistir a la Royal Academy of Music (RAM) de Londres, on va rebre suport tant de Peter Warlock com de Ralph Vaughan Williams. Va guanyar un premi de la RAM per la seva Sonata per a violí d'un moviment, que va ser emesa posteriorment per la BBC el 9 de juliol de 1928, amb Antoni Brosa com a solista, acompanyat del pianista Victor Hely-Hutchinson.
Quan es va graduar a la RAM el 1925, es van publicar set de les seves cançons i el 1928 en va publicar cinc més. Poston va marxar a l'estranger entre 1930 i 1939, un temps al qual estudià arquitectura i col·leccionà cançons populars. També va ser una intèrpret respectada, estrenant el Concertino per a clavecí i cordes de Walter Leigh.

## Temps de guerra i la BBC
Quan va tornar a Anglaterra, al començament de la Segona Guerra Mundial, Poston es va unir a la BBC i es va convertir en directora de música al Servei Europeu. Durant la guerra es diu que va treballar com a agent secret. Sembla que va utilitzar a la BBC discos de gramòfon per enviar missatges codificats als aliats a Europa. Durant la guerra també tocava el piano als concerts de migdia de la National Gallery, organitzats per Myra Hess.
Poston va deixar la BBC breument el 1945, però va tornar el 1946 per invitació de Douglas Cleverdon per assessorar sobre la creació del Tercer Programa de la BBC. Posteriorment es va convertir en una de les compositores més joves a estar representada a l'emissora en la seva obertura, amb la seva música incidental per a Comus de John Milton.

## Composició
Poston va compondre partitures per a produccions de ràdio i televisió – més de 40 només per a la ràdio – i va col·laborar amb Clive Staples Lewis, Dylan Thomas, Terence Tiller i altres escriptors. Va escriure la partitura per a la producció televisiva de la BBC de 1970 de Howards End (emesa el 26 de desembre de 1970 com a Play of the Month, enregistrament perdut) mentre vivia a Rooks Nest House, que era l'escenari de la novel·la. The Nativity (1950) es va estrenar a la ràdio produïda per Terence Tiller i va tenir una posterior adaptació com a extensa obra coral per a un concert. Una altra peça coral, l'única obra seva ampliada que s'ha gravat comercialment, fou An English Day Book, una seqüència de 20 minuts d'escenes de poesia sagrada i profana relacionades amb diferents moments del dia i de l'any. Inclou la peça Sweet Suffolk Owl de Thomas Vautor que ha aconseguit separadament una certa popularitat.
El Concertino da camera on a Theme of Martin Pierson (1957) és un exemple significatiu de la seva música per a grups de cambra, i ha estat gravat. A YouTube es pot escoltar una emissió de ràdio suïssa del seu Trio de 1960 per a flauta, viola i arpa. Una obra de sis minuts per a orquestra de corda, Blackberry Fold: Requiem for a Dog, va rebre la seva primera emissió el febrer de 1976.
Les seves nadales, especialment Jesus Christ the Apple Tree, (1967) continuen sent àmpliament interpretades. En total hi va fer més de 300 composicions, algunes encara per descobrir. Els extensos arxius d'Elizabeth Poston es troben ara als Arxius de Hertfordshire i Estudis Locals a Hertford.

## Redacció i edició
A més de compondre, Poston va ser acadèmica, escriptora i editora. El 1947 va escriure una sèrie de conferències en cinc parts sobre Peter Warlock per a la BBC. Temps després, va defensar la seva reputació en una xerrada molt personal.
Va escriure articles i notes de programes per a l'Arts Council of Great Britain i va ser l'editora d'una sèrie d'antologies de música vocal, inclosa The Children's Song Book (1961), que es va descriure com "una petita autobiografia, que reflecteix el seu propi gust per les cançons des de la primera que recorda, de quan tenia dos anys". El llibre conté cinc dels seus propis temes originals, inclosa una versió curta de la cançó de Jesus Christ the Apple Tree que va ser el germen de la seva famosa peça coral, completada sis anys després. També hi havia tres col·leccions de llibres editats per Penguin: The Penguin Book of Christmas Carols (dos volums, 1965 i 1971) i, amb Alan Lomax, The Penguin Book of American Folksongs (1964), així com, amb David Holbrook, The Cambridge Hymnal (1970).

## Carrera posterior
Poston fou la presidenta de la Society of Women Musicians entre 1955 i 1961.
Va continuar vivint a Rooks Nest House fins a la seva mort, als vuitanta-un anys, el 1987. Un catàleg de les seves obres, obra del seu amic Dr John Alabaster i publicat el 2018, enumera unes dues dotzenes de les seves composicions considerades perdudes. Una d'elles, el Festal Te Deum, va ser representada per primera vegada l'any 1959, ha estat redescoberta des d'aleshores.

## Música seleccionada per a la ràdio i la televisió de la BBC
- A Parsonage in the Hesperides (Robert Herrick, productor Douglas Cleverdon): Home Service, 20 setembre 1944)
- The Elizabethans (producer Douglas Cleverdon): Home Service, 16 gener 1946
- Comus (John Milton, Henry Lawes): Third Programme, 30 setembre 1946
- The Spear of Gold (L.A.G. Strong): Third Programme, 26 novembre 1946
- In Parenthesis (David Jones): Third Programme, 13 desembre 1946
- The Life and Death of Dr John Donne (productor Douglas Cleverdon): Third Programme. 21 maig 1947
- Paradise Lost (Milton, productor John Cleverdon): 12 programes, Third Programme, 27 octubre - 21 desembre 1947
- The Death of Adam (productor Terence Tiller): Third Programme, 24 octubre 1949
- Lilith (productor Terence Tiller): Third Programme, 2 setembre 1950
- The Nativity (productor Terence Tiller): Third Programme, 26 desembre 1950
- The Holy Child (productor Terence Tiller): Third Programme, 20 febrer 1952
- Emperor and Galilean (Henrik Ibsen, productor Raymond Raikes): Third Programme, 17 maig 1953
- Chastelard (Algernon Charles Swinburne): Third Programme, 27 febrer 1954
- Sheba (Bridget Boland): Home Service, 6 gener 1955
- Diarmuid and Grainne (Padraic Fallon): Third Programme, 22 gener 1956
- Sonata Form of Words (Jean Morris): Third Programme, 2 gener 1962
- St Teresa of Avila (Hugh Ross Williamson): Network Three, 9 febrer 1966
- Harold (Tennyson): Home Service, 10 octubre 1966
- Mandragola (Machiavelli): Radio 3, 27 octubre 1967
- The Idylls of the King (Tennyson): Radio 3, 2 febrer 1968)
- After Ten Years (C.S.Lewis, productor Terence Tiller): Radio 3, 9 març 1969
- Howards End (E.M.Forster): BBC One Television, 26 desembre 1970
- The Batchelors Banquet (Thomas Dekker, productor Terence Tiller): Radio 3, 20 juny 1971
- Sweet England's Pride (Alison Plowden): Radio 4, 14 novembre 1971
- A Room with a View (E.M.Forster): BBC One Television, 15 abril 1973
- The Last Temptation (Nikos Kazantzakis): Radio 4, 16 setembre 1973
- The Girl Who Lost Her Glove (Penelope Shuttle): Radio 4, 4 març 1975
- For God and for Profit (Iris Origo): Tres programes sobre la vida medieval a la Toscana, Radio 3, 20 març - 3 abril 1978
- Liberty Comes to Krahwinkel (Johann Nestroy): Radio 3, 28 agost 1983